# Benton, Iowa
Benton là một thành phố thuộc quận Ringgold, tiểu bang Iowa, Hoa Kỳ. Năm 2010, dân số của thành phố này là 41 người.

## Dân số
Dân số qua các năm:
- Năm 2000: 40 người.
- Năm 2010: 41 người.